# 6V6

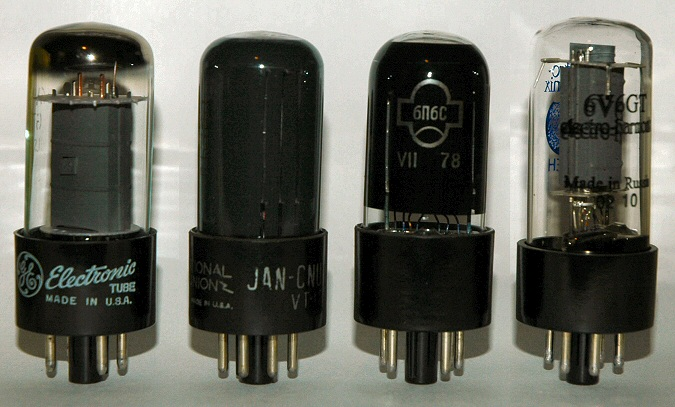
Lampy 6V6-GT różnych producentów

6V6 – lampa elektronowa (tetroda strumieniowa) o cokole oktalowym. Była powszechnie stosowana w stopniach końcowych wzmacniaczy mocy (od kilku do kilkunastu watów) w sprzęcie elektroakustycznym i wzmacniaczach gitarowych. Dała początek dużej liczbie konstrukcji o podobnej charakterystyce.
Radziecką kopią jednej z wersji tej lampy (6V6-GT) jest 6P6S (6П6С).

## Historia i zastosowania

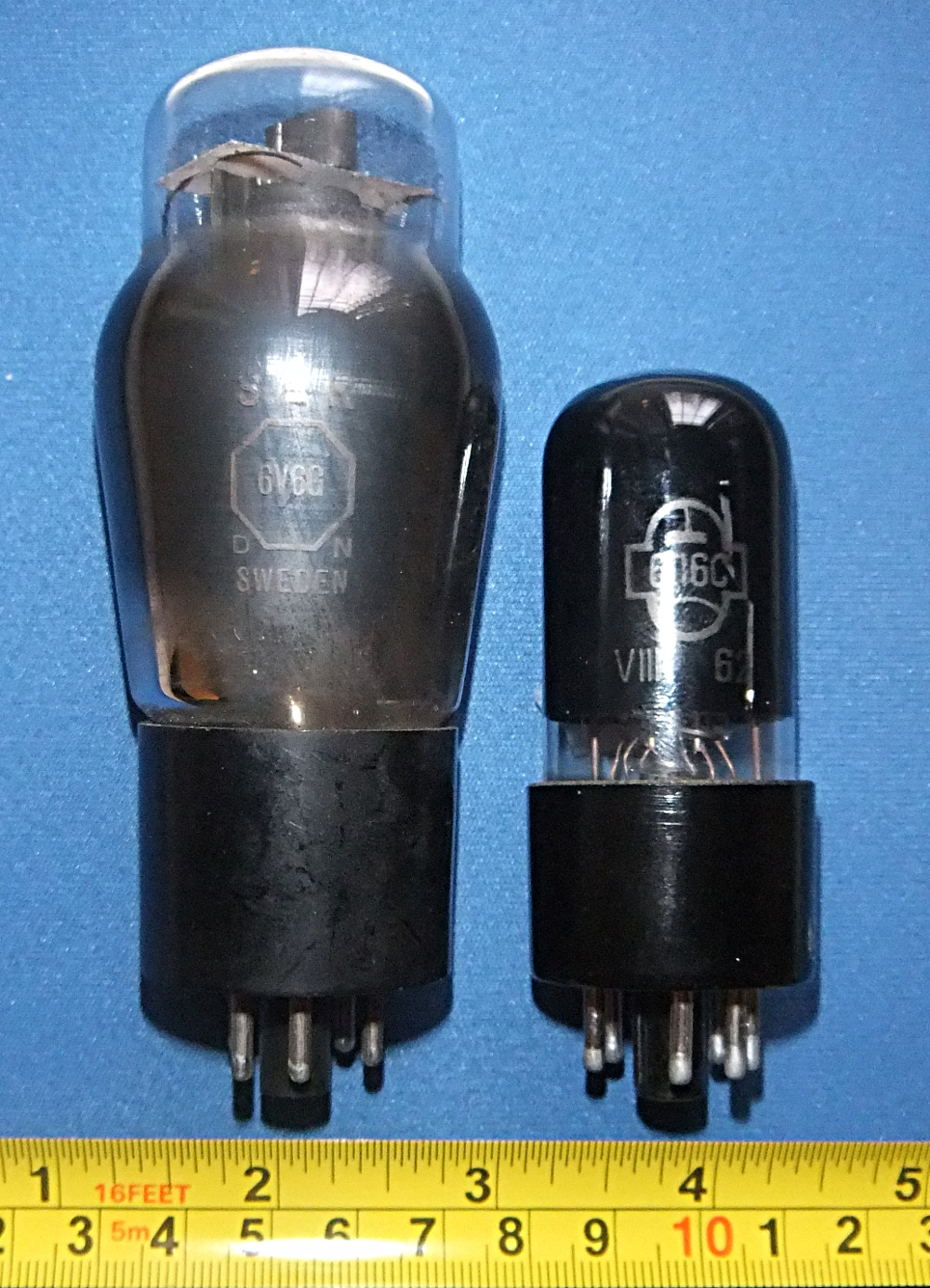
Lampy 6V6G i 6P6S (radziecki odpowiednik 6V6GT)

W 1935 zaczęto wprowadzać w USA lampy z cokołem oktalowym, zwykle w metalowej obudowie. Wśród nich znalazła się 6F6, pentoda mocy używana jako głośnikowa w odbiornikach radiowych. W 1937 firma RCA wprowadziła na rynek lampę 6L6, pierwszą tetrodę strumieniową, która zdobyła olbrzymią popularność. Niedługo po niej ukazała się mniejsza tetroda 6V6, która zastąpiła 6F6 (miała od niej nieco większe nachylenie i mniejszy pobór mocy na żarzenie. Pierwsze 6V6 miały obudowę metalową, później pojawiły się 6V6-G ("glass") w bańce szklanej i 6V6-GT ("glass tubular") w szklanej bańce o walcowym kształcie. Z biegiem lat wersje szklane praktycznie całkowicie wyparły metalowe.
Lampy 6V6 i coraz liczniej pojawiające się jej kopie i klony były aż do lat 50 podstawową lampą stosowaną w niewielkich stopniach mocy małej częstotliwości w USA. Jeszcze dłużej stosowano je w ZSRR i Rosji, gdzie są produkowane do dziś, głównie z przeznaczeniem do wzmacniaczy gitarowych. Pozostają w ten sposób jednymi z najdłużej produkowanych w sposób ciągły i w praktycznie niezmienionej formie elementów elektronicznych.
W Polsce lampy 6V6 ani ich elektrycznie identyczne odpowiedniki nie były produkowane, choć stosowano je we wczesnych licencyjnych odbiornikach AGA (1651 – lampa 6V6, 1743 czy RSZ-47 – lampa 7C5). W późniejszych odbiornikach zostały zastąpione lampą EBL21. W telewizorze Wisła stosowano radziecką 6P1P (w układzie wzmacniacza odchylania pionowego). Lampy 6P6S były popularne w importowanych odbiornikach radiowych i telewizyjnych produkcji ZSRR.

## Dane techniczne
Żarzenie:
- zasilanie w układzie równoległym
- napięcie żarzenia  6,3 V
- prąd żarzenia   450 mA

| Parametr                        | Wartość  |
| ------------------------------- | -------- |
| napięcie anodowe i siatki S2    | 250 V    |
| prąd anodowy                    | 45-47 mA |
| nachylenie charakterystyki (Sa) | 4,1 mA/V |
| napięcie siatki S1              | -12,5 V  |
| moc wyjściowa (kl. A, h=8%)     | 4,5 W    |

| Parametr                        | Wartość |
| ------------------------------- | ------- |
| napięcie anodowe                | 315 V   |
| napięcie siatki S2              | 285 V   |
| moc tracona na anodzie          | 12 W    |
| prąd katodowy                   | 60 mA   |
| napięcie włókno żarzenia/katoda | 90 V    |

## Odpowiedniki

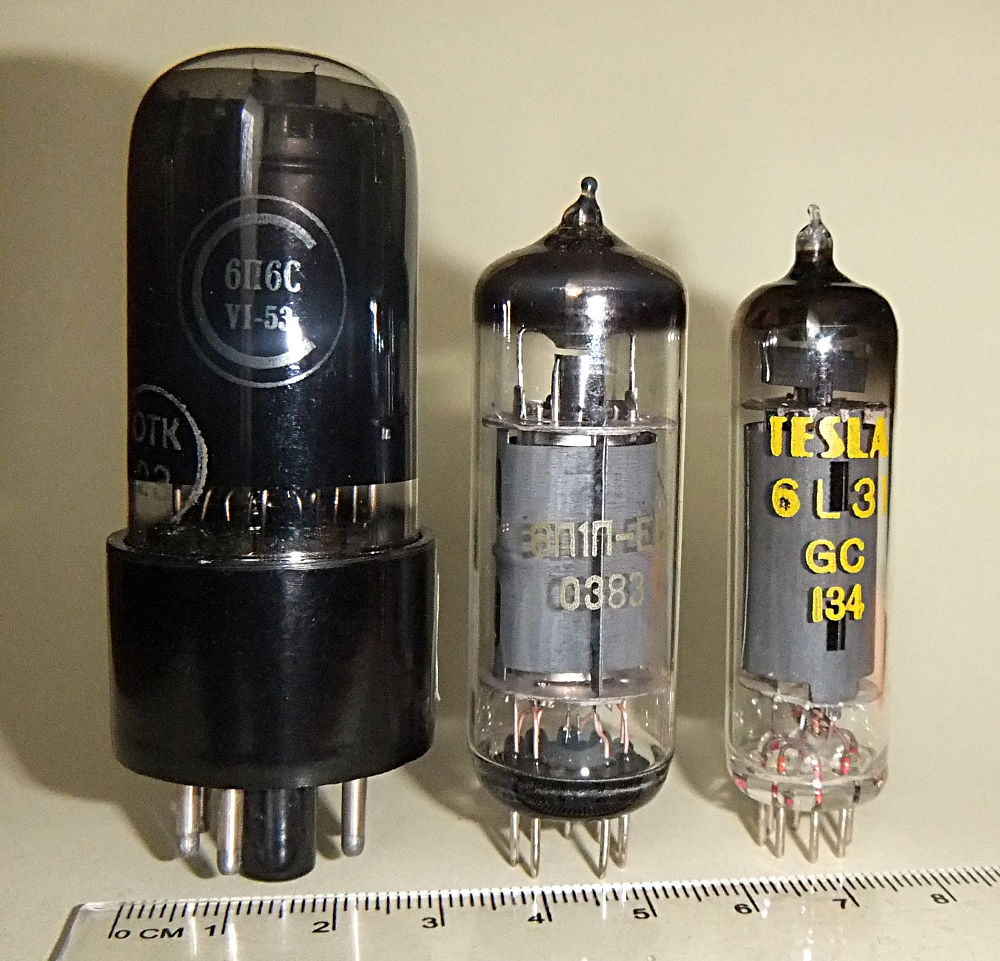
Lampy 6P6S, 6P1P (ZSRR), 6L31 (Tesla)- klony 6V6 o coraz mniejszych rozmiarach

Lampy 6V6 były produkowane przez różnych producentów pod różnymi nazwami. Projektowano również lampy z innymi cokołami, ale o identycznych charakterystykach elektrycznych. Stosowano zarówno konstrukcję tetrody strumieniowej, jak i pentody. W ten sposób powstało wiele lamp o różnych cechach konstrukcyjnych, ale takich samych parametrach:
- z cokołem oktalowym
  - tetrody strumieniowe: 6V5, 6P6S (6П6С ZSRR), 6P2 (6П2 ZSRR), 5871, 7184, w wersji wojskowej: 7408;
  - pentody: 6AY5, OSW3106, w wersji  wojskowej: 5992;
- z cokołem loktalowym (tetrody strumieniowe): 7C5, N148, 2C48, 2C50;
- z cokołem nowalowym
  - tetrody strumieniowe: 6BW6, 6P1P (6П1П ZSRR), 6061;
  - pentody: 6CM6, 6287;
- z cokołem heptalowym:
  - tetrody strumieniowe: 6AQ5, BPM04, 6L31 (Tesla), CK6005, M8245, N727, 6005, 6095, 6669, w wersji wojskowej: 6AQ5-W;
  - pentody: EL90.

Niekiedy pod tym samym oznaczeniem produkowano zarówno tetrody strumieniowe, jak i pentody. Na przykład lampy 6V6 produkcji RFT z NRD są pentodami (przez innych producentów oznaczanymi zwykle jako 6AY5). Lampy z małymi cokołami (na przykład 6AQ5) miały często niższe dopuszczalne maksymalne napięcia.
Produkowano również wiele lamp różniących się od typów z powyższej listy parametrami żarzenia.

## Ciekawostki
Pentodowa część popularnej lampy EBL21 (produkowanej również w Polsce) ma charakterystyki bardzo zbliżone do lampy 6V6.
W latach 50 lampy 6V6 zastosowano w stopniach końcowych wielu popularnych wzmacniaczy gitarowych firmy Fender (Champ 5E1, 5F1, Vibro Champ i inne). Uzyskały one status "kultowych". Niektóre z tych wzmacniaczy Fender nadal produkuje.